# Grant Hart

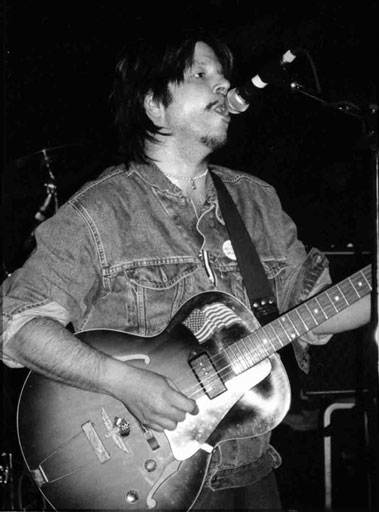
Grant Hart (2005)

Grantzberg „Grant“ Vernon Hart (* 18. März 1961 in St. Paul, Minnesota; † 13. September 2017 ebenda) war ein US-amerikanischer Schlagzeuger, Gitarrist und Songschreiber, der als Mitglied von Hüsker Dü bekannt geworden ist.

## Werdegang
Grant Hart wuchs in St. Paul, Minnesota, auf. Im Alter von zehn Jahren erbte er 1971 das Schlagzeug seines Bruders, der bei einem Verkehrsunfall ums Leben gekommen war. Er spielte daraufhin als Heranwachsender auf Hochzeiten und anderen Festen und in wechselnden Bands mit Schulfreunden.

### Hüsker Dü
Als Jugendlicher arbeitete er zusammen mit Greg Norton, dem späteren Bassisten von Hüsker Dü, in dem Plattenladen Memory Lane. Dort traf er Bob Mould, der häufig in diesen Laden kam. Hart und Mould beschlossen, wegen ihres ähnlichen Musikgeschmacks eine Band zu gründen. 1978 wurde, nach einigen Zwischenstationen, Hüsker Dü gegründet. Das Songwriting der Band wurde von Mould und Hart zu gleichen Teilen ausgeführt. Mitte der 80er Jahre kamen Gerüchte auf, dass ein Mitglied der Band homosexuell sein könnte. Wie sich herausstellte, traf dies sowohl auf Hart als auch auf Mould zu; allerdings waren die beiden nie ein Paar, wie oft behauptet worden ist.
Zur Zeit der Veröffentlichung von Warehouse: Songs and Stories (1987) nahmen die persönlichen Differenzen zwischen Hart und Mould allmählich zu. Erschwert wurde die Beziehung zwischen den beiden durch ihren Drogenmissbrauch. Hart war mittlerweile abhängig von Heroin; Mould Alkoholiker und abhängig von Amphetaminen. 1987 unternahm die Band eine Abschiedstour durch Nordamerika. Nach einem Konzert in Columbia (Missouri), bei dem Hart aufgrund eines Rausches große Schwierigkeiten beim Schlagzeugspielen hatte, löste sich die Band auf. Das Verhältnis zwischen Mould und Hart blieb danach gestört.

### Nova Mob
Nach der Auflösung von Hüsker Dü konnte Hart seine Abhängigkeit überwinden. 1989 veröffentlichte er seine erste Solo-EP 2541 (die Hausnummer des Büros und Probenraums von Hüsker Dü). Er gründete auch eine neue Band, Nova Mob. Mit dieser Band, bei der er als Gitarrist und Sänger tätig war, nahm er zwei Alben und eine EP auf. Er tourte mehrfach durch Europa und Amerika und traf dort eine treue Anhängerschar. Nach dem letzten Album Nova Mob löste sich die Band 1997 wegen des Ausscheidens und Umzugs des Bassisten in die Niederlande auf.

### Solo
Nach Nova Mob nahm Grant Hart einige Soloalben auf. 1996 kam sein Album Ecce Homo auf den Markt, 1999 Good News for Modern Man. Neben seinen musikalischen Werken war Hart auch als Schriftsteller tätig. Im Jahr 2004 kam es anlässlich eines Benefiz-Konzertes für den an Krebs erkrankten (und später verstorbenen) Bassisten der Band Soul Asylum, Karl Mueller, für zwei Lieder zu einer Wiedervereinigung von Hart mit Bob Mould auf der Bühne. Auf seiner offiziellen Website ist ein Foto dieses Auftritts auf einer Seite mit dem bezeichnenden Titel „Hell Freezes Over“ zu sehen. Im November 2009 erschien das seit Jahren angekündigte Album Hot Wax. Im November 2010 veröffentlichte Hart die Kompilation Oeuvrevue (Label Hazelwood) mit Raritäten aus den Jahren 1988 bis 1995. 2013 erschien auf Domino Records das Doppel-Album The Argument.
Grant Hart starb im September 2017 im Alter von 56 Jahren an 
den Folgen einer Krebserkrankung.

## Diskografie
Soloveröffentlichungen von Grant Hart:
- 1988: 2541 (EP)
- 1989: Intolerance
- 1990: All of My Senses (EP)
- 1996: Ecce Homo (live)
- 1999: Good News for Modern Man
- 2009: Hot Wax
- 2010: Oeuvrevue (Kompilation)
- 2013: The Argument

Veröffentlichungen seiner Bands: 

## Dokumentarfilm
2013 erschien der Dokumentarfilm Every Everything: The Music, Life & Times of Grant Hart des amerikanischen Regisseurs Gorman Bechard.